# Рівність Парсеваля
Рівність Парсеваля — аналог теореми Піфагора у векторних просторах з скалярним добутком. Початково подібне твердження для простору періодичних функцій, було сформульоване Парсевалем у 1799 році.
Неформально, рівність стверджує, що сума квадратів коефіцієнтів Фур'є функції дорівнює інтегралу квадрата функції,
{\displaystyle \sum _{n=-\infty }^{\infty }|c_{n}|^{2}={\frac {1}{2\pi }}\int _{-\pi }^{\pi }|f(x)|^{2}\,dx,}
де коефіцієнти Фур'є cn для ƒ задаються так
{\displaystyle c_{n}={\frac {1}{2\pi }}\int _{-\pi }^{\pi }f(x)\mathrm {e} ^{-inx}\,dx.}

## Формулювання
Якщо X — нормований сепарабельний векторний простір зі скалярним добутком {\displaystyle \langle \cdot ,\cdot \rangle } і {\displaystyle \|x\|={\sqrt {\langle x,x\rangle }}} — відповідна йому норма і {\displaystyle \{e_{k}\}_{k=1}^{\infty }} — ортонормована система в X , тобто 
{\displaystyle \langle e_{m},e_{n}\rangle ={\begin{cases}1&{\mbox{if}}\ m=n\\0&{\mbox{if}}\ m\not =n.\end{cases}}}
то рівністю Парсеваля для елемента {\displaystyle x\in X} називається рівність 
{\displaystyle \|x\|^{2}=\sum _{k=1}^{\infty }\left|\langle x,e_{k}\rangle \right|^{2}.}
Виконання рівності Парсеваля для даного елементу {\displaystyle x\in X} є необхідною і достатньою умовою того, щоб ряд Фур'є цього елементу по ортонормованій системі {\displaystyle \{e_{k}\}_{k=1}^{\infty }} сходився до самого елемента x по нормі простору X. Виконання рівності Парсеваля для будь-якого елемента {\displaystyle x\in X} є необхідною і достатньою умовою для того, щоб ортогональна система {\displaystyle \{e_{k}\}_{k=1}^{\infty }} була повною системою в X.

### Гільбертові простори
Нехай дано сепарабельний гільбертів простір {\displaystyle (H,\langle \cdot ,\cdot \rangle )}, де {\displaystyle \langle \cdot ,\cdot \rangle } — скалярний добуток, визначений на множині {\displaystyle H}. Тоді якщо {\displaystyle \{e_{k}\}_{k=1}^{\infty }} — ортонормований базис в {\displaystyle H}, то рівність Парсеваля виконується для всіх {\displaystyle x\in H.}
Також, якщо {\displaystyle x,y\in H.} і {\displaystyle a_{n}=\langle x,a_{n}\rangle } і {\displaystyle b_{n}=\langle x,b_{n}\rangle ,} то:
{\displaystyle \langle x,y\rangle =\sum _{n=1}^{\infty }a_{n}{\overline {b_{n}}}}
Рівність Парсеваля узагальнюється і на випадок несепарабельних гільбертових просторів: якщо {\displaystyle \{e_{k}\}_{k\in B}} (для деякої множини індексів B), є повною ортонормованою системою гільбертового простору X, то для будь-якого елементу {\displaystyle x\in X} справедлива рівність Парсеваля:
{\displaystyle \|x\|^{2}=\langle x,x\rangle =\sum _{v\in B}\left|\langle x,v\rangle \right|^{2}.}